# レインボーロード
レインボーロードは、香川県高松市にある通りの名称。高松市道上福岡多肥下町線（路線番号R0001）のうち、野田池東交差点（市道伏石大池線交点）から伏石町交差点（国道11号高松東バイパス交点）までの約650mの区間を指す。レインボー通りとも。

## 概要
高松市南部郊外における近隣商業地域の中心的街路で、総延長約650mの沿道には郊外型の大型小売店が多く立地している。通りはテーマごとに北から光・水・花・風のプロムナードに分かれており、幅員11mの歩道にはそのテーマに沿った街角モニュメントや水景施設、四季の植栽などが多数設置されている。
1986年（昭和61年）度に太田第2土地区画整理事業のメインストリートとして計画され、1998年（平成10年）11月に完成。1999年（平成11年）度には国土交通省大臣表彰「手づくり郷土賞（てづくりふるさとしょう）」を受賞した。
公募で通りの名前を募集したところ、ちょうど『マリオカート64』の発売・ヒットと重なり、多数の応募が来たため、このような名前となった。
道路としてのこの通りは高松市道上福岡多肥下町線（路線番号R0001）の一部であり、都市計画道路福岡多肥上町線（路線番号=3・3・110）の一部でもある。市道上福岡多肥下町線の歩道も含めた道路全体の幅員は、レインボーロードの前後区間が22mであるのに対し、この通りに入ると17m増えて39mになる。ただし、その増加分は中央分離帯や主に歩道に対しての幅員であり、車線数や車道の幅員は変わらない。国道11号高松東バイパスが交差する伏石町交差点は渋滞が多発している。

## レインボーロードの範囲
正式に定められたレインボーロードの範囲は都市計画道路福岡多肥上町線のうち、野田池東交差点（市道伏石大池線交点）から伏石町交差点（国道11号高松東バイパス交点）までの約650mの区間である。しかし、実際には正式な範囲が拡大解釈され、その前後区間の松縄交差点（香川県道272号高松志度線交点）から高松土木事務所前交差点（県道147号太田上町志度線バイパス交点）の区間もレインボーロードとする広義的な使用法もある。その使用法に則った例として、正式なレインボーロードの区間以外の沿道にもレインボー店やレインボーロード店、レインボー通り店を名乗る商業施設や、高松南警察署レインボー交番といった公共施設が立地している。

## 路線データ

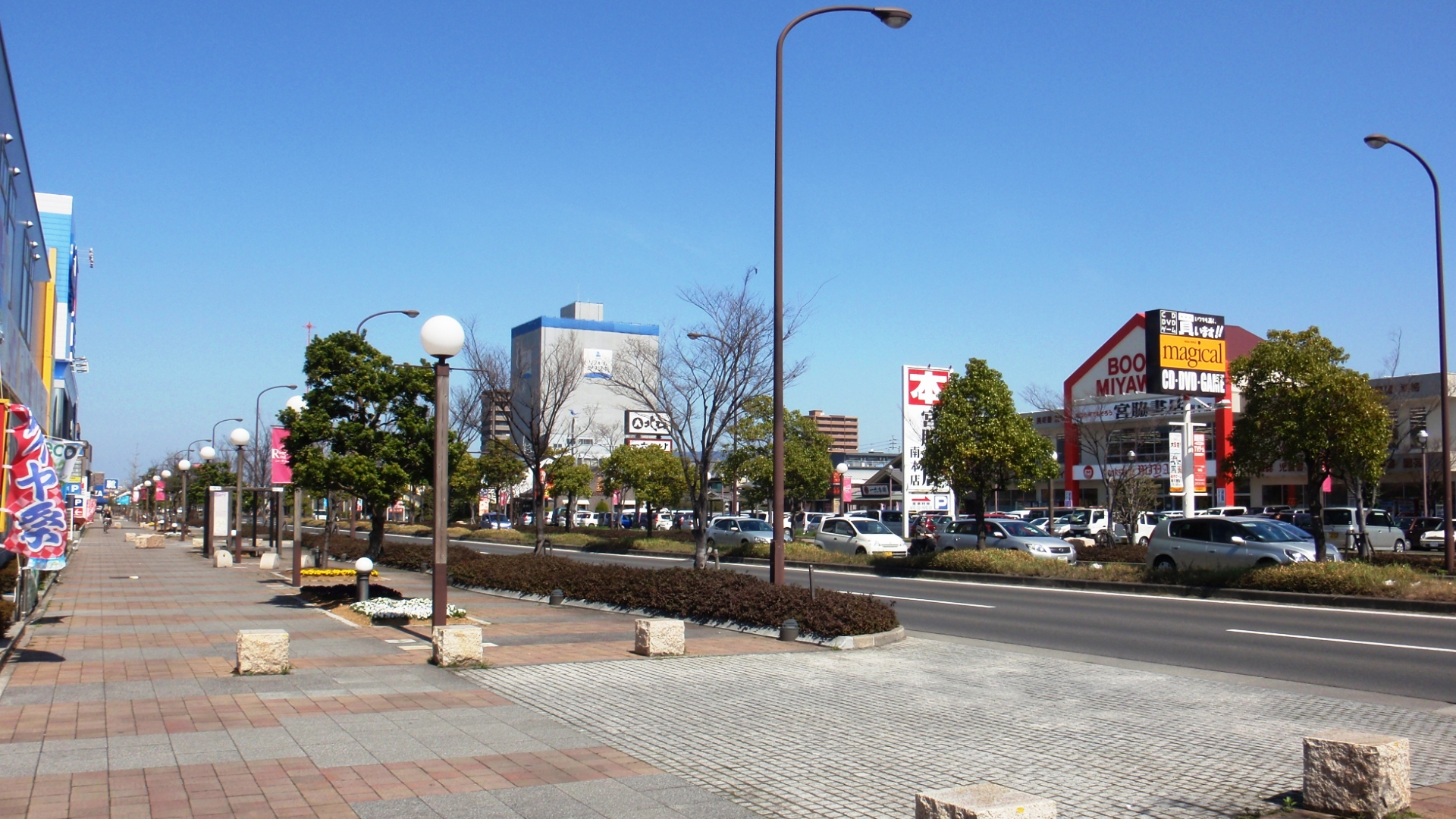
沿線風景。

- 本線（Google マップ）
  - 起点：香川県高松市松縄町1136番地1（野田池東交差点・高松市道伏石大池線交点）
  - 終点：香川県高松市伏石町2133番地9（伏石町交差点・国道11号高松東バイパス交点）
- 総延長：0.65km
- 幅員：39m
- 車線数：4車線
- 最高速度：50km/h

## 沿線施設
- 文具マイスターpapia高松店
- 香川トヨタ自動車レインボーロード店（旧香川トヨペット）
- Kagawa BMW本社
- ハローズレインボーロード店（旧天満屋ハピータウン跡）
- スポーツDEPO高松伏石店
- ヤマダ電機テックランド高松レインボー通り店（旧天満屋ハピータウン跡） - 香川県1号店で、当初は単に「テックランド高松店」だったが、市内に店舗が増えたため改名した。2013年11月に旧天満屋ハピータウンに移転。
- ヤマダアウトレット館高松店 - 移転前の旧ヤマダ電機ビル、2023年8月13日閉店。
- お宝買取団伏石店 - 上記のアウトレット館が閉店後に2024年4月20日に入ったリサイクルショップの店舗。ビルであるためテナントとなっている。
- ドラッグストアチャーリーレインボーロード店
- 宮脇書店南本店
- ジェームスレインボーロード店
- ベル高松本店
- 香川銀行伏石支店
- 百十四銀行伏石支店 - 2024年1月19日（営業最終日）をもって木太支店にブランチインブランチ。
- メガネの三城伏石店
- メガネ本舗レインボーロード伏石店
- ペットワールドアミーゴ高松店
- アミュージアム高松店
- 東進衛星予備校高松レインボー校
- ケンタッキーフライドチキン高松伏石店 - 高松東バイパス沿いであり、レインボーロード沿いではないがアミュージアム裏の長く空き地になってた所に出店。